# 룩셈부르크 증권거래소
룩셈부르크 증권거래소(LuxSE, 프랑스어: Bourse de Luxembourg, 독일어: Börse Luxemburg)는 룩셈부르크 룩셈부르크 시에 소재한 증권거래소이다. 1928년 4월 5일에 설립되었다.